# Ifrit: danzai no enjin
Ifrit: danzai no enjin (イフリート〜断罪の炎人〜?, Ifurīto: danzai no enjin, lett. "Ifrit: le convinzioni di un uomo cocente"), è un manga shōnen giapponese creata da Masanori Yoshida. In Giappone è stato serializzato nel Weekly Shōnen Sunday a partire dalla doppia uscita 2/3 del 2007 fino al numero 40 del 2008. La serie nacque come storia breve, pubblicata inizialmente nel numero 43 del 2004. Nei tre anni tra la serializzazione della storia breve e della serie principale, l'autore ha pubblicato una storia chiamata Grandliner.

## Trama
Yu e Minami hanno l'aspetto di persone normali, che lavorano entrambi in una caffetteria e trascorrono una vita normale. Ciò che la gente però non sa è che Yu e Ninami sono entrambi assassini, che hanno visto il proprio corpo modificato contro le loro volontà. Ora, sono alla ricerca dei responsabili della loro trasformazione.

## Personaggi
Yu
Yu e la sua famiglia andarono incontro ad un incidente aereo. I suoi genitori morirono, ma il corpo di Yu venne potenziato in modo che ogni volta che perde il controllo dei suoi sentimenti, il suo corpo inizia a riscaldarsi sino a 1000 gradi. Per questo conta su Ninami per tenere il suo corpo sotto controllo, nella speranza di poter vivere abbastanza da vedere il suo corpo tornare normale. A causa del suo corpo inusuale, deve vivere dentro un refriggeratore.
Ninami
Lavora nella caffetteria assieme a Yu, ed il suo corpo è stato ugualmente modificato. Suo padre lavorò per l'organizzazione responsabile della trasformazione di Yu, e mise Ninami in un deposito congelato per 80 anni. Come risultato, la temperatura del suo corpo può raggiungere i -200 gradi, con la conseguenza che i suoi organi interni rischiano il congelamento. Per rimanere in vita, dipende totalmente dall'aiuto di Yu, in modo da evitare il congelamento. Come Yu, deve dormire dentro un congegno per contenere l'abbassamento della sua temperatura.
Genzaburo Kujo
Kujo è colui che incarica Yu e Ninami di effettuare gli omicidi. Ha l'aspetto di un uomo di classe media ed è un abile hacker.